# Llengua oficial
La llengua oficial o idioma oficial d'un país és l'idioma que s'adopta com a propi i preferent en les negociacions entre el govern i el poble o entre aquell país i d'altres. És la llengua de cada institució i normalment respon a la llengua històrica de la zona.
És usual en molts països que convisquin diversos idiomes oficials en diversos graus de relació: igualtat (en països bilingües, trilingües…), diglòssia (quan un idioma predomina clarament sobre l'altre i és protegit, tot i el caràcter oficial dels dos), compartimentació (quan s'usa una llengua per a determinats afers oficials o l'altre per a altres diferents o quan un idioma nadiu conviu amb les llengües imposades amb el colonialisme).